# Bracisepalum
Bracisepalum – rodzaj roślin z rodziny storczykowatych (Orchidaceae). Obejmuje dwa gatunki, będące endemitami wyspy Celebes. Rośliny są epifitami i występują na pniach oraz gałęziach drzew, w górskich lasach na wysokościach od 1800 m do 2000 m n.p.m.

## Morfologia
Kłącze pnące, pseudobulwy rosnące blisko siebie, owalne. Kwiatostan prosty z kilkoma kwiatami. Kwiaty posiadają 4 pyłkowiny.

## Systematyka
Rodzaj sklasyfikowany do podplemienia Coelogyninae w plemieniu Arethuseae, podrodzina epidendronowe (Epidendroideae), rodzina storczykowate (Orchidaceae), rząd szparagowce (Asparagales) w obrębie roślin jednoliściennych.
Wykaz gatunków
- Bracisepalum densiflorum de Vogel
- Bracisepalum selebicum J.J.Sm.

W 2021 rodzaj został zakwalifikowany i przeniesiony do rodzaju Coelogyne.